# Blastobasis suppletella
Blastobasis suppletella é uma espécie de mariposa do gênero Blastobasis pertencente à família Coleophoridae.